# Territori en Fideïcomís de les Illes del Pacífic
El Territori en Fideïcomís de les Illes del Pacífic (Trust Territory of the Pacific Islands en anglès) va ser un Fideïcomís de l'ONU administrat pels Estats Units que va existir entre 1947 i 1986 amb la seva extensió original i va perdurar fins a 1994 incloent només el territori en què es troba actualment la República de Palau.

## Història
Després de produir-se la derrota del Japó en la Segona Guerra Mundial, els arxipèlags de Micronèsia que corresponien a l'antic Mandat del Pacífic Sud, i que havien estat ocupats pels EUA, van passar a formar part d'un territori en fideïcomís de les Nacions Unides. Aquest fideïcomís va quedar subjecte a l'administració dels Estats Units des del 18 de juliol de 1947.
El 3 de novembre de 1986 les Illes Marianes del Nord, les Illes Marshall i els Estats Federats de Micronèsia signen amb els Estats Units un tractat de lliure associació, abandonant oficialment el territori en fideïcomís. Així i tot, Palau es va mantenir sota l'administració especial de l'ONU fins que l'1 d'octubre de 1994 es va unir lliurement als Estats Units, finalitzant amb el Territori en Fideïcomís.

## Política i govern

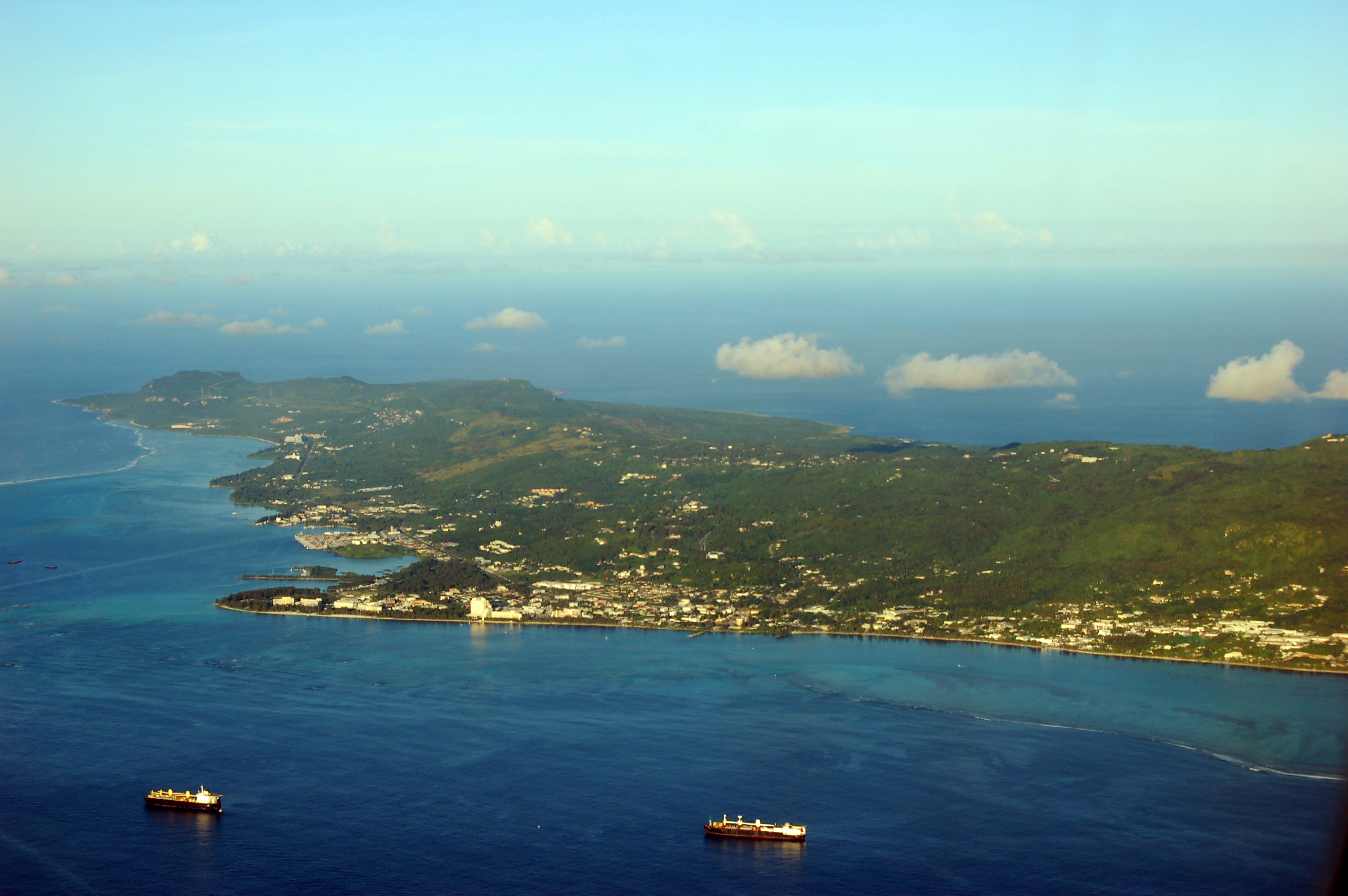
Vista aèria de Saipan, capital del Territori en Fideïcomís de les Illes del Pacífic.

El President dels Estats Units era el Cap d'Estat del territori. L'última persona a exercir aquesta funció va ser Bill Clinton, president nord-americà entre 1993 i 2001. Ho va fer des del començament de la seva presidència fins al desmantellament del fideïcomís en 1994.
Existia també un Alt Comissionat que controlava la política des de Saipan, la ciutat capital. No obstant això, després de la separació de tres dels quatre estats del Territori, aquest càrrec va perdurar un any, sent dissolt en 1987.

## Economia
La principal activitat econòmica era el turisme, que representava gairebé la totalitat dels ingressos del Territori de les Illes del Pacífic. Altres activitats importants eren la producció agrícola, que incloïa coco, meló, arbre del pa i tomàquets i la pesca.

## Estatus actual
Actualment, els arxipèlags que componien el Territori en Fideïcomís de les Illes del Pacífic es divideixen d'aquesta manera:
| Bandera | Estat                   | Estatus                          | Capital  | Àrea de terra | Població | Densitat de població |
| ------- | ----------------------- | -------------------------------- | -------- | ------------- | -------- | -------------------- |
|         | Illes Marianes del Nord | Territori no incorporat dels EUA | Saipan   | 477 km²       | 82.459   | 168 per km²          |
|         | Illes Marshall          | Lliure associació                | Majuro   | 181 km²       | 66.223   | 331 per km²          |
|         | Micronèsia              | Lliure associació                | Palikir  | 702 km²       | 111.000  | 194 per km²          |
|         | República de Palau      | Lliure associació                | Melekeok | 458 km²       | 20.842   | 44 per km²           |